# Хенри Стюарт, лорд Дарнли
 Тази статия е за съпруга на Мария Стюарт.  За английския принц от 17 век вижте Хенри Стюарт.  
Хенри Стюарт (на английски: Henry Stuart; 7 декември 1545 – 10 февруари 1567), лорд Дарнли, херцог на Олбъни и Рос, по-известен като лорд Дарнли, е съпруг на кралицата на Шотландия (консорт) Мария Стюарт.

## Произход
Си е на Матю Стюарт, 4-ти граф Ленкъс, и на Маргарет Дъглас. По бащина линия Хенри произлиза от кралете на Шотландия от династията Стюарт, а по майчина е правнук на краля на Англия Хенри VII от династията Тюдор.